# Horace Ashenfelter
Horace Ashenfelter, III (Collegeville, 23 de janeiro de 1923 - West Orange, 6 de janeiro de 2018) foi um ex-atleta e campeão olímpico norte-americano.
Competiu no atletismo internacional como fundista e meio-fundista entre 1947 e 1956, depois de lutar na II Guerra Mundial e concluir seus estudos universitários na Universidade Estadual da Pensilvânia. Em sua carreira conquistou quinze títulos nacionais de Amateur Athletic Union, correndo distâncias entre os 3000 metros com obstáculos e os 10000 metros. Correndo os 5000 metros, foi medalha de prata nos Jogos Pan-americanos de 1955 na Cidade do México.
Em Helsinque 1952, surpreendeu o mundo ao vencer os 3000 m steeplechase, prova do qual não era favorito e os Estados Unidos jamais haviam ganho nos Jogos (nem voltaram a ganhar depois). Ele derrotou os dois favoritos da prova, o britânico John Disley e o soviético  Vladimir Kazantsev, quebrando o recorde mundial não-oficial da prova que pertencia ao soviético – até entao a IAAF ainda não reconhecia recordes mundiais para o steeplechase – em 8min45s4.
Em tempos de Guerra Fria, uma divertida piada correu pelo mundo depois da vitória de Horace; sendo ele então um funcionário do FBI, esta foi a primeira vez que um espião americano permitiu a si mesmo ser perseguido por um soviético comunista.
O complexo de atletismo de sua alma mater, a Universidade da Pensilvânia, é batizado com seu nome.